# Perisama rusea
Perisama rusea är en fjärilsart som beskrevs av Masters 1970. Perisama rusea ingår i släktet Perisama och familjen praktfjärilar. Inga underarter finns listade i Catalogue of Life.